# Ryan Jimmo
Ryan Jimmo, född 27 november 1981 i Saint John, död 26 juni 2016 i Edmonton, var en kanadensisk MMA-utövare som bland annat tävlade i organisationen Ultimate Fighting Championship.